# Helicia hypoglauca
Helicia hypoglauca är en tvåhjärtbladig växtart som beskrevs av Friedrich Ludwig Diels. Helicia hypoglauca ingår i släktet Helicia och familjen Proteaceae. Inga underarter finns listade i Catalogue of Life.